# Megalopygidae
Famille
Les Megalopygidae sont une famille d'insectes de l'ordre des lépidoptères (papillons), qui comprend environ 221 espèces. La plupart sont originaires des régions tropicales d'Amérique, et quelques espèces se rencontrent en Amérique du Nord et en Afrique.
Cette famille est proche de celle des Limacodidae. 

## Description et caractère urticant
Les imagos des Megalopygidae sont des papillons aux ailes arrondies, à l'abdomen poilu et aux antennes en peigne. 
Les chenilles sont très velues et urticantes. Leur « pseudo-fourrure » fait fonction de protection grâce à des épines venimeuses. Celles-ci causent des réactions très douloureuses quand elles se piquent dans la peau humaine. Ces réactions sont parfois localisées à la zone touchée, mais sont souvent plus étendues et très graves, rayonnant dans le membre touché et causant brûlure, enflure, nausées, maux de tête, douleurs abdominales, éruptions cutanées, cloques, et parfois des engourdissements ou des difficultés respiratoires,. En outre, il n'est pas rare de trouver une transpiration anormale ou une urticaire à l'endroit de la piqûre. Les cas de piqûre sont plus fréquents de juillet à novembre, mais quelques cas sont observés le reste de l'année.

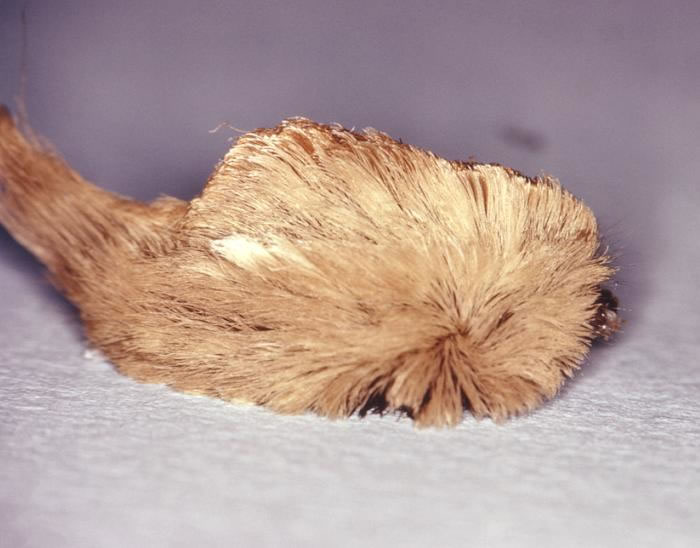
Chenille de Megalopyge opercularis.
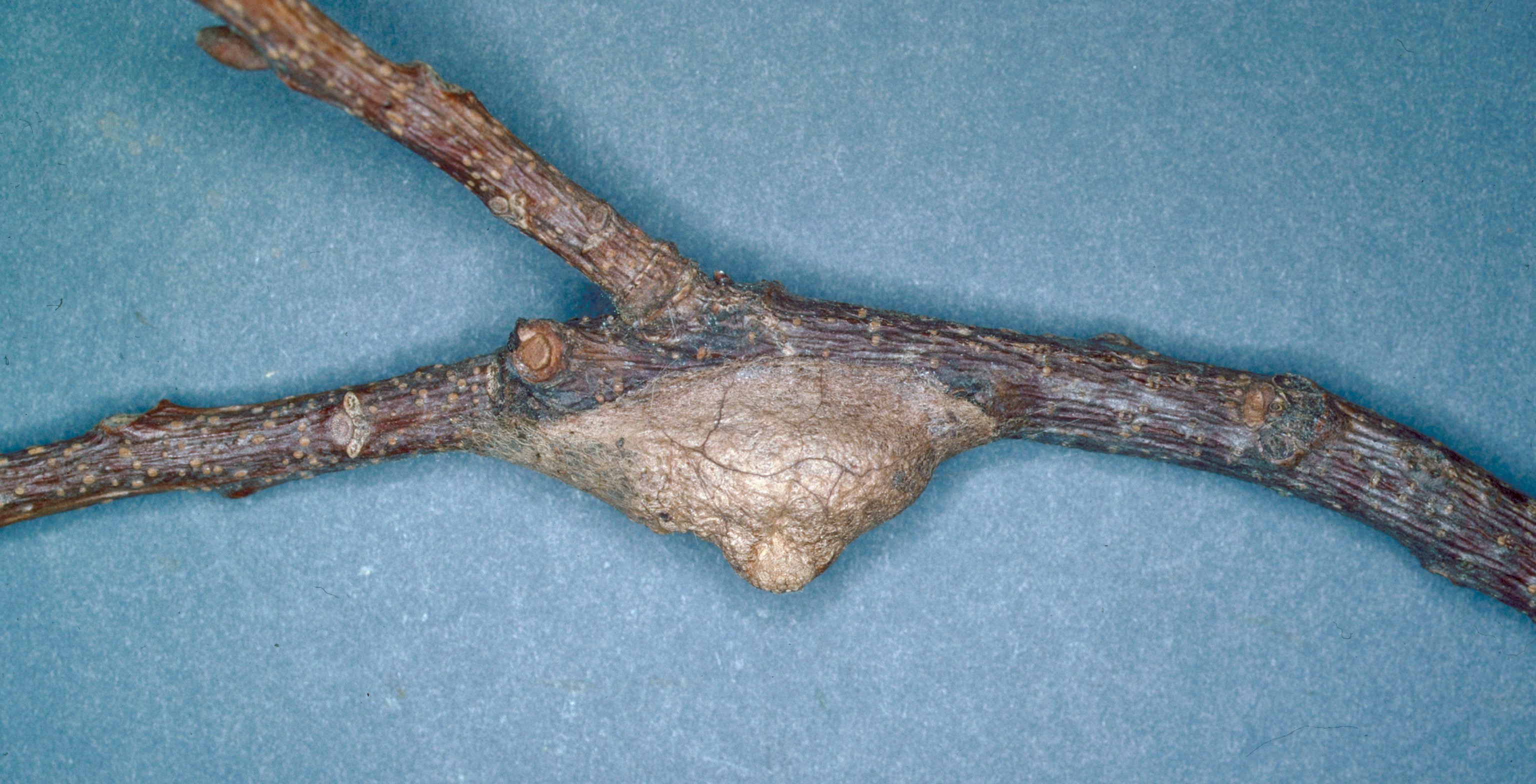
Cocon de Megalopyge opercularis.
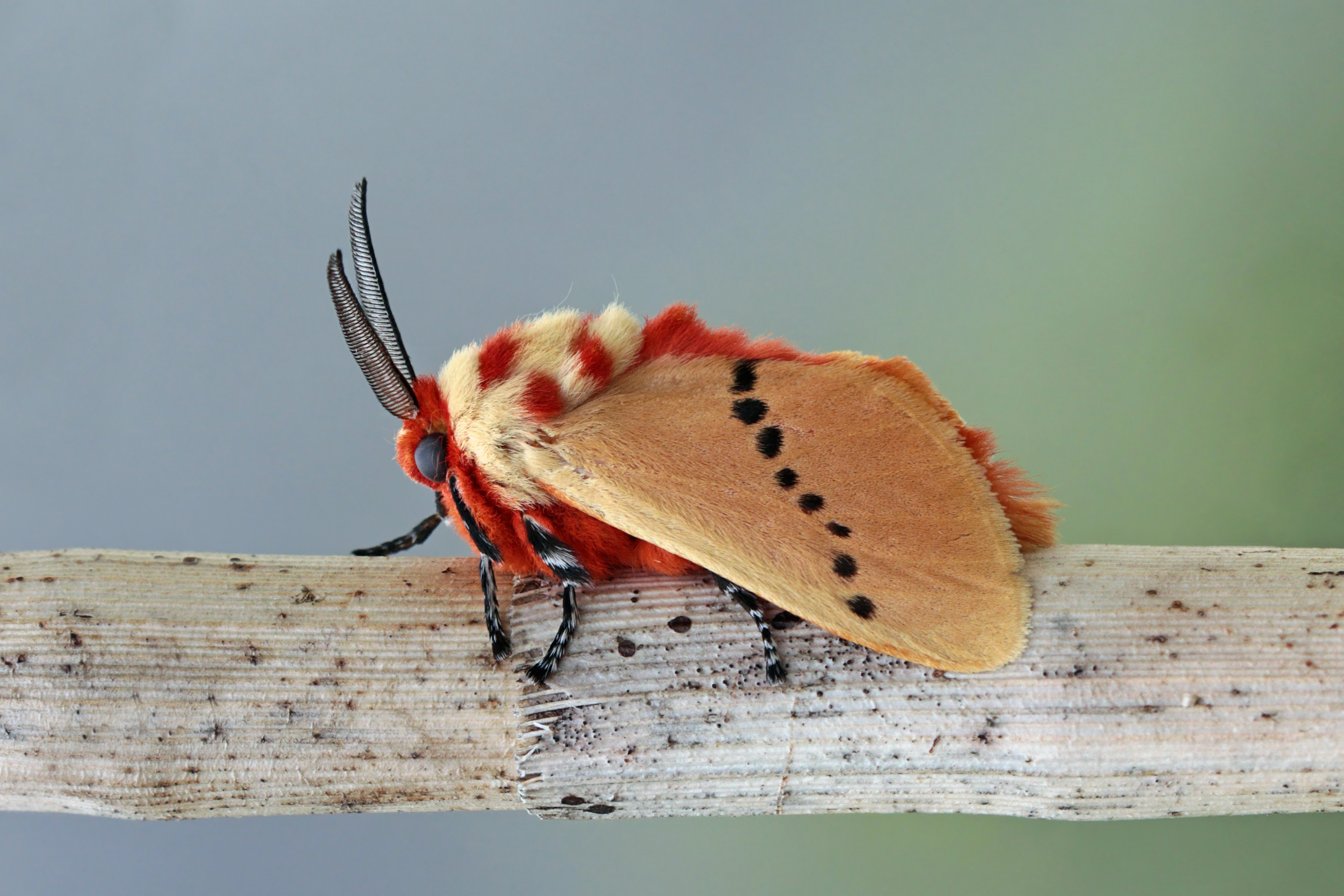
Imago de Trosia nigropunctigera.

## Liste des principaux genres
- Aithorape
- Cephalocladia
- Coamorpha
- Edebessa
- Endobrachys
- Eochroma
- Hysterocladia
- Macara
- Malmella
- Megalopyge
- Mesoscia
- Microcladia
- Microrape
- Norape
- Norapella
- Podalia
- Proterocladia
- Psychagrapha
- Repnoa
- Thoscora
- Trosia
- Vescoa
- Zyzypyge